# Ігри кілерів
«Ігри кілерів» (англ. Assassination Games) — американо-румунський бойовик 2011 року режисера Ерні Барбараша.

## Сюжет
Двоє найманих убивць, Вінсент і Роланд, які незнайомі один з одним, отримують одне і теж замовлення — усунути могутнього наркобарона Поло. Для Вінсента це звичайна робота, а Роланд хоче помститися за дружину, яка після нападу опинилася в комі. Ніхто з кілерів не збирається поступатися, але перешкодивши один одному, обидва провалюють завдання, а на них самих оголошують полювання. Пізніше вони вирішують об'єднається проти спільних ворогів, і разом прибрати кримінального боса.

## У ролях
| Актор                   | Роль           |
| ----------------------- | -------------- |
| Жан-Клод Ван Дамм       | Вінсент Брезіл |
| Скотт Едкінс            | Роланд Флінт   |
| Айван Кей               | Поло Якур      |
| Валентин Теодосіу       | Бланшард       |
| Алін Панк               | Ковач          |
| Кевін Чепмен            | Каллі          |
| Шербан Челя             | Вілсон Геррод  |
| Майкл Гіггс             | Годфрі         |
| Крістофер Ван Варенберг | Шелл           |
| Марія Каран             | Октобер        |

## Цікаві факти
- Режисерувати стрічку хотів Рассел Малкехі, але згодом проект очолив Ерні Барбараш.
- Спочатку, на стадії підготовки до зйомок роль одного з головних героїв повинен був грати Вінні Джонс, але незабаром його замінили на Скотта Едкінса.